# Ekspedycja 62
Ekspedycja 62 to 62. długa misja na Międzynarodową Stację Kosmiczną, która rozpoczęła się 6 lutego o 5:50 UTC 2020 r. wraz z oddokowaniem statku kosmicznego Sojuz MS-13. W wyprawie wzięli udział rosyjski dowódca Oleg Skripoczka, a także amerykańscy inżynierowie lotów Jessica Meir i Andrew Morgan. Druga część Ekspedycji 62 składała się z trzech członków załogi z Sojuz MS-16. 

## Załoga
| Pozycja         | Luty-kwiecień 2020 r                         | Kwiecień 2020 r                                  |
| --------------- | -------------------------------------------- | ------------------------------------------------ |
| Dowódca         | Oleg Skripoczka, RKA · Trzeci lot kosmiczny  | Oleg Skripoczka, RKA · Trzeci lot kosmiczny      |
| Inżynier lotu 1 | Jessica Meir, NASA · Pierwszy lot kosmiczny  | Jessica Meir, NASA · Pierwszy lot kosmiczny      |
| Inżynier lotu 2 | Andrew Morgan, NASA · Pierwszy lot kosmiczny | Andrew Morgan, NASA · Pierwszy lot kosmiczny     |
| Inżynier lotu 3 |                                              | Nikołaj Tichonow, RSA · Pierwszy lot kosmiczny   |
| Inżynier lotu 4 |                                              | Andriej Babkin, RSA · Pierwszy lot kosmiczny     |
| Inżynier lotu 5 |                                              | Christopher Cassidy, NASA · Trzeci lot kosmiczny |